# Domenico Barbaja
Domenico Barbaja lub Barbaia (ur. około 1778 w Mediolanie, zm. 19 października 1841 w Posillipo) – włoski impresario operowy.

## Życiorys
Początkowo pracował w charakterze kelnera w barach i restauracjach, legenda przypisuje mu wynalezienie kawy lub czekolady z bitą śmietaną zwanej barbaiate lub granita di caffè. Później zbił majątek na hazardzie, w 1808 roku wynajął stoły do gry w foyer mediolańskiej La Scali. W 1809 roku został menadżerem teatrów operowych w Neapolu, później kierował działalnością Theater am Kärntnertor w Wiedniu (1821–1828) i La Scali (1826–1831). W 1811 roku zaangażował do neapolitańskiego Teatro di San Carlo Isabellę Colbran, z którą łączył go romans zanim została ona żoną Gioacchino Rossiniego. Ze względu na swoje wpływy nazywany był „królem impresariów” i „wicekrólem Neapolu”. Promował i wystawiał opery Rossiniego, Mercadantego, Belliniego i Donizettiego. Jego postać stała się pierwowzorem głównego bohatera wydanej w 1937 roku powieści Emila Lucki Der Impresario.